# Азербайджанци в Грузия
Азербайджанци в Грузия (на азербайджански: Gürcüstan azərbaycanlıları) са част от азербайджанския етнос и етническа група в Грузия. През 2002 г. наброяват 284 761 души или 6,7% от населението на Грузия, което ги прави най-голямото национално малцинство в страната. Живеят основно в селските райони около границата с Азербайджан – Долна Картли, Кахетия, Вътрешна Картли и Мцхети-Мтианети.

## История

### Средновековие
Корените на азербайджанското население в Грузия достигат до събитията след нашествията на селджуците през втората половина на XI век, когато огузите се заселват в южните части на Грузия. За да се противопоставят на селджуците, грузинците се съюзяват с куманите и по-този начин се засилва миграцията на тюрки в региона. През 1480-те години азери се заселват по поречията на реките Агстев и Дебед. Постоянната миграция на тюркски племена продължава до късното Средновековие. След по-нататъшната им консолидация се образува азербайджанската общност. Районът, в който живеят етническите азербайджанци е известен с името Борчали. През 1604 г. в този район е образувано Султанство Борчали, което съществува до 1755 г., негова столица е Агджагала. Тя представлява средновековна крепост, чийто останки се намират в близост до Кушчи. След това става окръг под управлението на Грузия. През XVIII век азербайджанците се заселват на север в Цалкинското плато, а в началото на XIX век на запад в Башкечид, днес община Дманиси.

### Руска империя
През ноември 1905 г. Тифлис е арена на арменско-азербайджански етнически сблъсъци. Арменското население в града по това време е около 50 000 души, а азерите са 1000 души, които са подпомогнати от 2000 свои сънародници от Борчали. Организиран е мирен митинг от активисти социалдемократи, които настояват за мирно разрешаване на конфликта. След преговори е постигнато споразумение и на 1 декември 1905 г. азерите от Борчали напускат Тифлис.
Арменците избиват 45 хил. азери в опит избягване на погром над арменското малцинство.

### Съветски съюз
По времето на Съветския съюз азербайджанците съставляват третото по големина етническо малцинство, след арменците и руснаците. Поради високата раждаемост и ниския процент на емиграция, азербайджанското население нараства.
През март 1944 г. 3240 етнически азери и кюрди, живеещи в столицата Тбилиси, са насилствено изселени в селските части на Долна Картли. Само на 31 азерски семейства е разрешено да останат в Тбилиси – военни, ветерани от войната и студенти. Азербайджанците се занимават предимно със селско стопанство и животновъдство в колхози и совхози, и по-рядко с търговия и индустрия. Азербайджанци заемат високи постове в местната власт на Долна Картли.

### Настояще
След перестройката и по време на управлението на Звиад Гамсахурдия азербайджанците целят повишаване на статуса им, като за целта се стремят към автономия в рамките на Грузия. Поради липса на подкрепа от страна на Азербайджан и предпазлива политика на Грузия не се стига до тези промени.
Голяма част от азербайджанското население в Грузия не говори грузински език. Големи са миграционните движения на трудоспособното население, а достъпа до информация е слаб. В периода 1995 – 1999 г. съществува азербайджански телевизионен канал „Ellada TV“ в Грузия. Азербайджанското население използва азербайджански и турски телевизионни канали за осведомяване.
Напрежението по границата между Грузия и Азербайджан, като случаи на злоупотреба и насилие, се дължи на граничния и митническия режим.

## Динамика на населението
| година | брой    | % от населението на Грузия |
| 1926   | 137 921 | 5.2                        |
| 1939   | 188 058 | 5.3                        |
| 1959   | 153 600 | 3.8                        |
| 1970   | 217 758 | 4.6                        |
| 1979   | 255 678 | 5.1                        |
| 1989   | 307 556 | 5.7                        |
| 2002   | 284 761 | 6.5                        |
| 2014   | 233 024 | 6.3                        |

## Личности
- Дашгин Гюлмамедов (р. 1977) – политик и спортист